# Miami County (Ohio)
 For alternative betydninger, se Miami County. (Se også artikler, som begynder med Miami County)
Maimi County er et county i den amerikanske delstat Ohio.

## Demografi
Ifølge folketællingen fra 2000 boede der 98.868 personer i amtet. Der var 38.437 husstande med 27.943 familier. Befolkningstætheden var 94 personer pr. km². Befolkningens etniske sammensætning var som følger: 95,78% hvide, 1.95% afroamerikanere, 0,19 % indianere, 0,79 % asiater, 0,01 % fra Stillehavsøerne, 0,28 % af anden oprindelse og 1,00 % fra to eller flere grupper.
Der var 98.868 husstande, hvoraf 33,30% havde børn under 18 år boende. 59,50 % var ægtepar, som boede sammen, 9,70 % havde en enlig kvindelig forsøger som beboer, og 27.30 % var ikke-familier. 23,20% af alle husstande bestod af enlige, og i 9.50 % af tilfældene boede der en person som var 65 år eller ældre.
Gennemsnitsindkomsten for en husstand var 44.109 USD årligt, mens gennemsnitsindkomsten for en familie var på 51.169 USD årligt.